# Bua
Bua er en landsby i Værø sogn, Varbergs kommun, Sverige. Landsbyen var oprindeligt en fiskerleje. Ringhals_atomkraftværk ligger tre km nord for Bua og Södra Cell Värö (en sulfatmassemølle) fem km syd for landsbyen. 